# ハートレー第1彗星
ハートレー第1彗星（英語: 100P/Hartley）は、1985年6月13日にマルコム・ハートレーが発見した周期彗星。アングロ・オーストラリアン天文台のUKシュミット望遠鏡で発見し、発見したときの見かけの等級は16であった。